# Raluca Șerban
Raluca Georgiana Șerban (ur. 17 czerwca 1997 w Konstancy) – cypryjska tenisistka, do 2018 roku reprezentująca Rumunię, reprezentantka kraju w Pucharze Billie Jean King, wielokrotna medalistka igrzysk małych państw Europy.

## Kariera tenisowa
W karierze wygrała czternaście singlowych i piętnaście deblowych turniejów rangi ITF. 24 lipca 2023 zajmowała najwyższe miejsce w rankingu singlowym WTA Tour – 152. pozycję, natomiast 14 stycznia 2019 osiągnęła najwyższą lokatę w deblu – 176. miejsce.
W 2019 roku po raz pierwszy reprezentowała Cypr w zmaganiach o Puchar Federacji.
Wielokrotnie zdobywała medale igrzysk małych państw Europy. W 2015 roku w Reykjavíku zdobyła złoto w grze mieszanej i brąz w grze pojedynczej. W 2017 roku w San Marino zajęła pierwsze miejsce w singlu i deblu, w mikście zaś została sklasyfikowana na drugiej pozycji. W 2019 roku w Budvie wygrała rywalizację w grze podwójnej i mieszanej, a w grze pojedynczej zdobyła brązowy medal.

## Wygrane turnieje rangi ITF
| turnieje z pulą nagród 100 000 $ (W100) |
| turnieje z pulą nagród 80 000 $ (W80)   |
| turnieje z pulą nagród 60 000 $ (W75)   |
| turnieje z pulą nagród 40 000 $ (W50)   |
| turnieje z pulą nagród 25 000 $ (W35)   |
| turnieje z pulą nagród 15 000 $ (W15)   |
| turnieje z pulą nagród 10 000 $         |

### Gra pojedyncza
|     | Data       | Turniej       | Naw.          | Przeciwniczka              | Wynik          |
| 1.  | 19/04/2015 | Heraklion     | Twarda        | Cristina Sánchez-Quintanar | 6:2, 6:3       |
| 2.  | 26/04/2015 | Heraklion     | Twarda        | Anna Bondár                | 4:6, 6:4, 6:1  |
| 3.  | 17/04/2016 | Heraklion     | Twarda        | Cristiana Ferrando         | 6:3, 7:6(4)    |
| 4.  | 13/11/2016 | Heraklion     | Twarda        | Gabriella Taylor           | 6:4, 7:5       |
| 5.  | 20/11/2016 | Heraklion     | Twarda        | Nina Kruijer               | 3:6, 4:0 krecz |
| 6.  | 29/01/2017 | Antalya       | Ceglana       | Alona Fomina               | 6:2, 6:3       |
| 7.  | 14/05/2017 | Antalya       | Ceglana       | Dasha Ivanova              | 7:5, 6:2       |
| 8.  | 04/03/2018 | Heraklion     | Ceglana       | Anastasia Dețiuc           | 6:3, 5:7, 6:2  |
| 9.  | 07/10/2018 | Pula          | Ceglana       | Anastasia Grymalska        | 7:6(2), 6:4    |
| 10. | 27/10/2018 | Stambuł       | Twarda (hala) | Nina Stojanović            | 6:2, 7:5       |
| 11. | 26/09/2021 | Santarém      | Twarda        | Darija Snihur              | 6:3, 6:4       |
| 12. | 17/04/2022 | Bellinzona    | Ceglana       | Ekaterine Gorgodze         | 6:3, 6:0       |
| 13. | 23/10/2022 | Sewilla       | Ceglana       | İpek Öz                    | 6:3, 6:0       |
| 14. | 07/04/2024 | Florianópolis | Ceglana       | Séléna Janicijevic         | 7:5, 6:2       |